# 二項定理

二項係数を並べるとパスカルの三角形が構成される。各要素はその上にある2つの要素の和に等しい。

初等代数学における二項定理（にこうていり、英: binomial theorem）または二項展開 (binomial expansion) とは、二項式の冪を代数的に展開した式を表したものである。
定理の主張から、冪 (x + y)n を展開すると、n次の項 (n
k) xn−k yk (0 ≤ k ≤ n)の総和になる。ここでの係数 (n
k) を二項係数と呼び、正整数となる。
二項係数 (n
k) は2つの観点から解釈することができる。一つには
{\displaystyle {\dbinom {n-1}{k-1}}+{\dbinom {n-1}{k}}={\dbinom {n}{k}}}
から帰納的に求めることができる。二項係数を並べるとパスカルの三角形となる。例えば
{\displaystyle (x+y)^{2}=x^{2}+2xy+y^{2},}
{\displaystyle (x+y)^{3}=x^{3}+3x^{2}y+3xy^{2}+y^{3},}
{\displaystyle (x+y)^{4}=x^{4}+4x^{3}y+6x^{2}y^{2}+4xy^{3}+y^{4}.}
二項係数 (n
k) は直接的、組合せ数学的には
{\displaystyle {\binom {n}{k}}={\frac {n!}{k!(n-k)!}}}
である。これは有限集合から相異なる k個の元を選ぶ組合せの総数を与える。

## 歴史
二項定理の特殊な場合については、古代より知られていた。紀元前4世紀ギリシャの数学者エウクレイデスは指数が 2 の場合の二項定理に言及している。また、三次の場合の二項定理が6世紀のインドでは知られていた。
二項係数は相異なる n個のものから重複無く k個を選ぶ総数に等しくなるが、このことについては、古代ヒンドゥーで着目されていた。現在知られているもので最古のものは、ヒンドゥーの詩人ピンガラ (c. 200 B.C.) による Chandaḥśāstra で、それにはその解法も含まれている:230。紀元後10世紀に評者ハラーユダはこの解法を今日でいうパスカルの三角形を用いて説明した。この数が n!/(n−k)! k! であることが、6世紀ごろのヒンドゥーの数学者には、おそらく知られていたし、この規則についての言及を12世紀にバースカラ2世の表した文書 Lilavati に見つけることができる。
二項係数を組合せ論的量として表記した二項定理は、二項係数の三角形パターンについて記述した11世紀アラビア数学アル゠カラジの業績にも見つけることができる。アル゠カラジはまた、原始的な形の数学的帰納法を用いて二項定理およびパスカルの三角形に関する数学的証明も与えている。ペルシアの詩人で数学者のウマル・ハイヤームの数学的業績のほとんどは失われてしまったが、彼は恐らく高階の二項定理についてよく知っていた。低次の二項展開は13世紀中国の楊輝や朱世傑の数学的業績にも見られる。楊輝は遥か旧く11世紀の賈憲の書の方法に従った（しかし、それらもまた今日では失われてしまった）:142。
1544年にミハエル・シュティーフェルは "binomial coefficient"（「二項係数」）の語を導入し、(1 + a)n の (1 + a)n−1 での表し方を、「パスカルの三角形」により示した。ブレーズ・パスカルは、今日彼の名を冠して呼ばれる三角形の包括的な研究を論文Traité du triangle arithmétique (1653) に著したが、これらの数の規則性はルネッサンス後期ヨーロッパの数学者たち（例えばシュティーフェル、タルタリア、シモン・ステヴィンなど）には既に知られていた。
アイザック・ニュートンは有理数冪に対して成り立つ一般化された二項定理を示したと考えられている（二項級数を参照）。

## 定理の主張
定理によれば、x + y の冪を展開すると、冪指数 n を自然数として、
となる。この展開した式の係数 (n
k) を二項係数と呼び、正整数となる。この等式はしばしば二項公式あるいは二項（恒）等式とも呼ばれる。
x0 = y0 :=1と定義すれば、全ての項を総和記号 Σ で一律に表示できる：
最後の等号は、x, y についての対称性と、二項係数の列の対称性により得られる。
二項公式を簡略化した一変数版もよく知られる：
{\displaystyle (1+x)^{n}={\binom {n}{0}}+{\binom {n}{1}}x^{1}+{\binom {n}{2}}x^{2}+\cdots +{\binom {n}{n-1}}x^{n-1}+{\binom {n}{n}}x^{n}=\textstyle \sum \limits _{k=0}^{n}{\dbinom {n}{k}}x^{k}.}
逆に、二項定理の一変数版からもとの二項定理を、指数法則などの基本的な計算法則により導くことができる。
注
- (1) は、可換環において成り立つ。
- (2) は、可換環がさらに単位的環があるとき成り立つ。このとき、項 (n
k) xn−k yk は環の元の積 xn−kyk の整数 (n
k) によるスカラー倍である。つまりここでは環を Z-加群と見做している。
- 必ずしも可換でない一般の単位的環においても、x と y が可換である（つまり xy = yx を満たす）ならば、二項定理は成り立つ。

定理の主張を、多項式列 {1, x, x2, …} は二項型であると述べることもできる。

## 証明

### 帰納的証明
数学的帰納法とパスカルの法則により、簡単に証明できる。
n = 0
{\displaystyle (x+y)^{0}=1={\binom {0}{0}}x^{0}y^{0}}
により成り立つ。
以下、非負整数 n に関する帰納法で示す。
ある n について成り立つと仮定する。
{\displaystyle (x+y)^{n}=\textstyle \sum \limits _{k=0}^{n}{\dbinom {n}{k}}x^{n-k}y^{k}}
より、
{\displaystyle {\begin{aligned}(x+y)^{n+1}&=(x+y)(x+y)^{n}\\&=(x+y)~\textstyle \sum \limits _{k=0}^{n}{\dbinom {n}{k}}x^{n-k}y^{k}\\&=x\textstyle \sum \limits _{k=0}^{n}{\dbinom {n}{k}}x^{n-k}y^{k}+y\textstyle \sum \limits _{k=0}^{n}{\dbinom {n}{k}}x^{n-k}y^{k}\\&=\textstyle \sum \limits _{k=0}^{n}{\dbinom {n}{k}}x^{(n+1)-k}y^{k}+\textstyle \sum \limits _{k=0}^{n}{\dbinom {n}{k}}x^{n-k}y^{k+1}\\&=\textstyle \sum \limits _{k=0}^{n+1}{\dbinom {n}{k}}x^{(n+1)-k}y^{k}+\textstyle \sum \limits _{k=0}^{n+1}{\dbinom {n}{k-1}}x^{(n+1)-k}y^{k}\\\left(\because {\binom {n}{n+1}}={\binom {n}{-1}}=0\right)\\&=\textstyle \sum \limits _{k=0}^{n+1}\left\lbrack {\dbinom {n}{k}}+{\dbinom {n}{k-1}}\right\rbrack x^{(n+1)-k}y^{k}\end{aligned}}}
となり、パスカルの法則を用いて
{\displaystyle (x+y)^{n+1}=\textstyle \sum \limits _{k=0}^{n+1}{\dbinom {n+1}{k}}~x^{(n+1)-k}y^{k}}
を得る。これは所期の式である。

### 組合せ論的証明
n個の (x + y) の積を一度に展開し切ることにより、より直接的に、直観的な証明ができる。
{\displaystyle (x+y)^{n}=\underbrace {(x+y)(x+y)\cdots (x+y)} _{n{\text{ factors}}}}
一度に展開すると、それぞれの (x + y) から x または y を取った文字 n個の総乗の総和となる。
これらの積のうち、並び替えて xn−kyk (k = 0, 1, …, n) になるものは、(n − k)個の x、k個の y を並べる場合の数だけあるから、二項係数 (n
k)、すなわち xn−kyk の係数は nCk となる。
注
n個の積を一度に展開し切る方法により、次のことも分かる：
等式
{\displaystyle (X+Y)^{n}=\textstyle \sum \limits _{k=0}^{n}{\dbinom {n}{k}}X^{n-k}Y^{k}}
において n個の Y を区別して Y1, Y2, …, Yn と考えた場合、展開式は基本対称式 σk を用いて
{\displaystyle \textstyle \prod \limits _{i=1}^{n}(X+Y_{i})=\sum \limits _{k=0}^{n}\sigma _{k}(Y_{1},\ldots ,Y_{n})X^{n-k}}
と書ける。

## 一般化

### ニュートンの一般化された二項定理
1665年ごろアイザック・ニュートンは従来の二項定理を一般化して非整数冪に対する公式（ニュートンの一般二項定理）を得た。この一般化において、有限和は級数になる。また、二項係数 (n
k) の上の添字 n は自然数とは限らないから、二項係数を階乗を用いて表すこともできない。一般化された二項係数を任意の数 r に対して
で定義する。右辺の (•)k はポッホハマー記号で、ここでは下方階乗を表す。このとき実数 x, y が |x| > |y| を満たすとき、任意の複素数 r に対して
が成り立つ。r が非負整数のとき、k > r に対する二項係数は零であるから等式 (2) は等式 (1) に特殊化され、非零項は高々 r + 1個である。r がそれ以外の値のときは級数 (2) は（少なくとも x, y が非零のとき）無数の非零項を持つ。
これは級数を扱っていてそれを一般化超幾何函数で表そうとするときに重要である。
r = −s と置けば有用な等式
{\displaystyle {\frac {1}{(1-x)^{s}}}=\textstyle \sum \limits _{k=0}^{\infty }{\dbinom {s+k-1}{k}}x^{k}\equiv \textstyle \sum \limits _{k=0}^{\infty }{\dbinom {s+k-1}{s-1}}x^{k}}
を得る。これをさらに s = 1 と特殊化すれば等比級数を得る。
注
式 (2) は x, y が複素数の場合にも一般化することができる。この場合、|x| > |y|に加えて、x を中心とする半径 |x| の開円板上で定義されたlogの正則な枝を用いて x + y および x の冪を定義しなければならない。
式 (2) は x, y がバナッハ環の元であるときも、xy = yx かつ x が可逆で ‖ y/x ‖ < 1 である限り成り立つ。

### 多項定理
二項定理は三項以上の和の冪展開に拡張することができる：
{\displaystyle (x_{1}+x_{2}+\cdots +x_{m})^{n}=\textstyle \sum \limits _{k_{1}+k_{2}+\cdots +k_{m}=n}{\dbinom {n}{k_{1},k_{2},\ldots ,k_{m}}}{x_{1}}^{k_{1}}{x_{2}}^{k_{2}}\cdots {x_{m}}^{k_{m}}}
ここで和は、非負整数列 k1, …, km の総和が n であるもの全体にわたって取るから、右辺の展開式は項の次数が何れも n次である斉次多項式である。展開式の係数 (n
k1, …, km) は多項係数と呼ばれ、
{\displaystyle {\binom {n}{k_{1},k_{2},\ldots ,k_{m}}}={\frac {n!}{k_{1}!\,k_{2}!\cdots k_{m}!}}}
となる。組合せ論的には、多項係数 (n
k1, …, km) は、n元-集合を各位数が k1, …, km となる、互いに素な部分集合へ分割する場合の数となる。

### 多重二項定理
二項式の総乗といった、より次元の高いものを取り扱う場合にも二項定理はしばしば有用である。二項定理により等式
{\displaystyle (x_{1}+y_{1})^{n_{1}}\cdots (x_{d}+y_{d})^{n_{d}}=\textstyle \sum \limits _{k_{1}=0}^{n_{1}}\cdots \sum \limits _{k_{d}=0}^{n_{d}}{\dbinom {n_{1}}{k_{1}}}\,{x_{1}}^{k_{1}}{y_{1}}^{n_{1}-k_{1}}\;\cdots \;{\dbinom {n_{d}}{k_{d}}}\,{x_{d}}^{k_{d}}{y_{d}}^{n_{d}-k_{d}}}
が成り立つ。この式は多重指数を用いれば
{\displaystyle (x+y)^{\alpha }=\textstyle \sum \limits _{\nu \leq \alpha }{\dbinom {\alpha }{\nu }}\,x^{\nu }y^{\alpha -\nu }}
とより簡潔に表される。

## 応用

### 三角函数の多倍角公式
複素数に対する二項定理とド・モアブルの定理を合わせれば、正弦函数、余弦函数の多倍角公式が得られる。ド・モアブルの公式によれば
{\displaystyle \cos(nx)+i\sin(nx)=(\cos x+i\sin x)^{n}}
が成り立つから、二項定理を用いて右辺を展開して実部と虚部を比較すれば cos(nx) および sin(nx) に対する公式を得る。
n = 2 の場合は、
{\displaystyle \left(\cos x+i\sin x\right)^{2}=\cos ^{2}x+2i\cos x\sin x-\sin ^{2}x}
から倍角公式
{\displaystyle \cos(2x)=\cos ^{2}x-\sin ^{2}x,\quad \sin(2x)=2\cos x\sin x}
を得る。
n = 3 の場合は、
{\displaystyle \left(\cos x+i\sin x\right)^{3}=\cos ^{3}x+3i\cos ^{2}x\sin x-3\cos x\sin ^{2}x-i\sin ^{3}x}
から三倍角公式
{\displaystyle \cos(3x)=\cos ^{3}x-3\cos x\sin ^{2}x,\quad \sin(3x)=3\cos ^{2}x\sin x-\sin ^{3}x}
を得る。
一般に
{\displaystyle {\begin{aligned}\cos(nx)&=\textstyle \sum \limits _{k{\text{: even}}}(-1)^{\frac {k}{2}}{\dbinom {n}{k}}\cos ^{n-k}x\sin ^{k}x,\\\sin(nx)&=\textstyle \sum \limits _{k{\text{: odd}}}(-1)^{\frac {k-1}{2}}{\dbinom {n}{k}}\cos ^{n-k}x\sin ^{k}x\end{aligned}}}
となる。

### ネイピア数の級数表示
ネイピア数 e を極限
{\displaystyle e=\lim _{n\to \infty }\left(1+{\frac {1}{n}}\right)^{n}}
で定義するとき、二項定理と単調収束定理を用いれば e の級数表示を得る。
{\displaystyle {\begin{aligned}\left(1+{\frac {1}{n}}\right)^{n}&=1+{\binom {n}{1}}{\frac {1}{n}}+{\binom {n}{2}}{\frac {1}{n^{2}}}+{\binom {n}{3}}{\frac {1}{n^{3}}}+\cdots +{\binom {n}{n}}{\frac {1}{n^{n}}}\\&=1+1+{\frac {1}{2!}}\left(1-{\frac {1}{n}}\right)+{\frac {1}{3!}}\left(1-{\frac {1}{n}}\right)\left(1-{\frac {2}{n}}\right)+\cdots +{\frac {1}{n!}}\left(1-{\frac {1}{n}}\right)\left(1-{\frac {2}{n}}\right)\cdots \left(1-{\frac {n-1}{n}}\right)\end{aligned}}}
であり、これは n に関して単調増加である。この和の第 k 項
{\displaystyle {\binom {n}{k}}{\frac {1}{n^{k}}}={\frac {1}{k!}}\left(1-{\frac {1}{n}}\right)\left(1-{\frac {2}{n}}\right)\cdots \left(1-{\frac {k-1}{n}}\right)}
は n → ∞ のとき {\displaystyle {\frac {1}{k!}}} に収束する。
故に e は級数として
{\displaystyle e={\frac {1}{0!}}+{\frac {1}{1!}}+{\frac {1}{2!}}+{\frac {1}{3!}}+\dotsb }
と書ける。

### 冪函数の微分
自然数 n に対する冪函数 f(x) = xn の導函数を定義に基づいて求めるには、二項冪 (x + h)n を展開すればよい。

### 一般のライプニッツの法則
2つの函数の積の高階導函数の公式は、一般のライプニッツの法則 (Leibniz rule) と呼ばれ、二項定理と同様の形式になる：
{\displaystyle (fg)^{(n)}=\textstyle \sum \limits _{k=0}^{n}{\dbinom {n}{k}}f^{(n-k)}g^{(k)}}
逆に、ライプニッツの公式から二項定理を導くこともできる。実際、t の函数 exp((x + y)t) = exp(xt)exp(yt) の両辺を t で n 回微分すると、
{\displaystyle (x+y)^{n}\exp((x+y)t)=\textstyle \sum \limits _{k=0}^{n}{\dbinom {n}{k}}x^{n-k}\exp(xt)\,y^{k}\exp(yt)}
を得るから、両辺を exp(xt)exp(yt) で除して所期の式を得る。